# چیا (کلمبیا)
چیا (کلمبیا) (به اسپانیایی: Chía, Cundinamarca) یک سکونتگاه مسکونی در کلمبیا است که در Central Savanna Province واقع شده‌است.

## خصوصیات
چیا ۸۰ کیلومترمربع مساحت و ۹۹٬۹۶۰ نفر جمعیت دارد و ۲٬۵۶۴ متر بالاتر از سطح دریا واقع شده‌است.